# Huerta del Marquesado
Huerta del Marquesado é um município da Espanha, na província de Cuenca, comunidade autônoma de Castela-Mancha. Tem 38,6 km² de área e em 2021 tinha 185 habitantes (densidade: 4,8 hab./km²). Limita com os municípios de Laguna del Marquesado, Tejadillos, Campillos-Sierra, Valdemoro-Sierra e Valdemeca.